# Équipe du Soudan féminine de volley-ball
L'équipe du Soudan féminine de volley-ball est l'équipe nationale qui représente le Soudan dans les compétitions internationales de volley-ball féminin. 
Les Soudanaises ont participé à une seule phase finale de Championnat d'Afrique ; elles terminent cinquièmes en 1976.